# Kyrkoordning
Kyrkoordning var namnet på de regelverk som ersatte den kanoniska lagen inom framför allt lutherdomen efter reformationen.
Bland dessa märks:
- Kirkeordinansen 1537/39

- 1571 års kyrkoordning

I Sverige har namnet återupptagits efter relationsförändringen 2000 se Kyrkoordning för Svenska kyrkan.